# Tipula (Vestiplex) ambigua
Tipula (Vestiplex) ambigua is een tweevleugelige uit de familie langpootmuggen (Tipulidae). De soort komt voor in het Palearctisch gebied.